# Villalonso
Villalonso é um município da Espanha na província de Zamora, comunidade autónoma de Castela e Leão, de área 14,89 km², com população de 116 habitantes (2004) e densidade populacional de 7,79 hab/km².

## Demografia
| Variação demográfica do município entre 1991 e 2004 | Variação demográfica do município entre 1991 e 2004 | Variação demográfica do município entre 1991 e 2004 | Variação demográfica do município entre 1991 e 2004 |
| --------------------------------------------------- | --------------------------------------------------- | --------------------------------------------------- | --------------------------------------------------- |
| 1991                                                | 1996                                                | 2001                                                | 2004                                                |
| 167                                                 | 146                                                 | 122                                                 | 116                                                 |